# Клан Сазерленд
Сатерленд — один из самых могущественных шотландских кланов, проживавших в одноимённой области на территории Северо-Шотландского нагорья. Резиденция клана — Замок Данробин.
Главой клана был также могущественный граф Сатерленд (англ. Earl of Sutherland), однако в начале 16 века этот титул перешел через брак с младшим сыном вождя клана Гордон. По состоянию на 2019 год главой клана считается графиня Элизабет Сазерленд.

## Происхождение клана
Родоначальником клана Сазерленд был фламандский дворянин по имени Фрескин, который также был основателем клана Мюррей
Шотландские предания утверждают, что клан Фрескин происходит от пиктов — древних аборигенов Шотландии. Но историки считают, что основателем клана был дворянин Фрескин, уроженец Фландрии. Он был фламандским рыцарем, один из безжалостной группы полевых командиров, которые были наняты нормандским королем усмирить их новый мир после нормандского завоевания Англии. Давид I из Шотландии, который воспитывался при английском дворе, нанимал таких людей, чтобы держать дикие части своего королевства и отдавал им земли в Западном Лотиане.
В серии проницательных политических шагов Фрескин и его сыновья вступили в брак со старым домом Морей, чтобы усилить свою власть.
Потомки Фрескина носили фамилию де Моравия («Морей» в нормандском языке). Внуком Фрескина был Хью де Моравия, которому были даны земли в Сазерленде и который был известен как Лорд де Судрланд. Младший брат Хью, Уильям, был основателем клана Мюррей. Старший сын Хью (который тоже носил имя Уильям) был Уильям де Моравия, 1-й граф Сазерленд.
Название места и название клана «Сазерленд» произошло от того, что это «земля к югу» от скандинавского графства Оркни и Кейтнесс.

## Войны за независимость Шотландии

### Клановые конфликты 14-го века
Во время Войн за независимость Шотландии вождь Уильям де Моравия, 3-й граф Сазерленд (Уильям Сазерленд) сражался в битве при Баннокберне в 1314 году, где английская армия потерпела поражение.
Кеннет Моравия, 4-й граф Сазерленд (Кеннет Сазерленд) был убит в битве при Халидон Хилл в 1333 году.
Уильям де Моравия, 5-й граф Сазерленда (Уильям Сазерленд), женой которого была Маргарет, дочь Роберта Брюса и сестра Давида II Шотландского, возглавил клан в Килблене, где он участвовал в осаде Кубинского замка Файф.
Уильям, граф Сазерленда, сопровождал короля Шотландии Давида II в Англию, где они были захвачены в Битве при Невиллс-Кроссе в 1346 году под городом Дарем.
Они оставались в тюрьме более десяти лет, прежде чем были освобождены. Джон, сын Уолтера Стюарта и Марджори Брюс, дочери короля Шотландии Роберта I Брюса, был назначен наследником престола, который в конечном итоге стал королем Робертом II в 1371 году.

### Клановые конфликты 16-го века
Уильям Сазерленд, 4-й лорд Даффус, был убит, сражаясь против англичан в битве при Флоддене в 1513 году.
В 1517 году Элизабет де Моравия, 10-я графиня Сазерленда (Elizabeth Sutherland) вышла замуж за Адама Гордона, младшего сына Гордона Хантли. Их сыном был Александр Гордон, который стал законным наследником графа Сазерленда и главой клана Сазерленд.
По словам сэра Роберта Гордона, который сам был сыном Александра Гордона, 12-го графа Сазерленда, в том же году Маккейцы восстали против Гордонов, которые захватили власть в Сазерленде, что привело к битве при Торран Дабх, где Макей были побеждены.
В 1518 или 1519 году, Александр Сазерленд забрал себе графство Сазерленд и восстал против своей сестры Елизаветы, 10-й графини Сазерленда и её мужа Адама Гордона, но он был побежден и убит при Битве при Альтачуилайне.
Согласно книге « Конфликты кланов», опубликованной в 1764 году, в 1542 году состоялась битва при Алтан-Бит, где клан Маккей потерпел поражение от клана Сазерленд.

### Восстание 18-го века иякобиты
Во время восстания якобитов в 1715 году Джон Гордон, 16-й граф Сазерленда, который позже взял фамилию Сазерленд, призвал своих людей сражаться за Георга I.
В 1719 году отряд мужчин из клана Сазерленд сражался за британское правительство в битве при Гленшиле, где они помогли победить якобитов.
Граф и глава клана Сазерленд носил фамилию Гордон с начала 16-го века, однако Джон Гордон, 16-й граф Сазерленда, возобновил фамилию Сазерленда и был официально признан главой клана Сазерленд судом лорда Лиона в 1719 г.

### Якобитское восстание 1745 года
Клан Сазерленд также поддержал британское правительство во время восстания якобитов в 1745 году. В начале восстания Вильгельм, 17-й граф Сазерленд и вождь клана Сазерленд примирились с Маккайцами и боевая сила клана Сазерленд составила 2000 человек.
Во время восстания якобиты под командованием Джорджа Маккензи, 3-го графа Кромарти, заняли замок Сазерленда в Данробине и графу Сазерленд пришлось бежать.
Затем он отплыл в Абердин, где он присоединился к армии герцога Камберлендского.

## Главы клана
Когда в 1766 году умер 18-й граф Сазерленда Уильям Сазерленд, у него осталась единственная дочь Элизабет.
Это привело к юридической битве за право стать главой клана. Право Элизабет было оспорено, во-первых, Джорджем Сазерлендом Форсе, который был прямым потомком мужского пола графов де Моравии, а во-вторых, сэром Робертом Гордоном из Гордонстоуна, который был прямым потомком более поздней ветви Гордонских графов Сазерленда.
Дело было рассмотрено Палатой лордов 21 марта 1771 года, и оно вынесло решение в пользу Елизаветы.
После смерти пятого герцога Сазерленда, руководство клана и графства Сазерленда перешло к его племяннице, Элизабет Сазерленд, 24-й графине Сазерленда, которая является главой клана Сазерленд на данный момент.

## Замки клана
- Замок Данробин (англ. Dunrobin Castle)
- Замок Дорнох (англ. Dornoch Castle)
- Замок Даффес (англ. Duffus Castle)
- Замок Форс (англ. Forse Castle)